# 10460 Correa-Otto
10460 Correa-Otto este o planetă minoră (asteroid), cu un diametru de 5,014 km, din centura de asteroizi. A fost descoperită pe 7 noiembrie 1978 la Observatorul Palomar de Eleanor F. Helin. 
Obiectul prezintă o orbită caracterizată de o semiaxă mare de 2,8161037 UAi, o excentricitate de 0,16, o înclinație de 2,21536 ° în raport cu ecliptica.